# Кристен Стјуарт
Кристен Џејмс Стјуарт (енгл. Kristen Jaymes Stewart; Лос Анђелес, 9. април 1990) америчка је глумица. Добитница је награде БАФТА и Сезар, а била је и номинована за Оскара и Златни глобус.
Глумом је почела да се бави са девет година, а пажњу јавности први пут је привукла 2002. године улогом у трилеру Соба панике у режији Дејвида Финчера. Након тога уследиле су улоге у филмовима независне продукције међу којима се истичу драме Причај (2004) и У дивљину (2007), хорор Гласници (2007) и научнофантастични филм Затура: Свемирска авантура (2005).
Светску славу стекла је улогом Беле Свон у пет филмова из Сумрак саге у којима је наступала од 2008. до 2012. године. Године 2010. освојила је награду БАФТА за будућу звезду. Током овог периода играла је главне улоге и у комедији Земља авантуре (2009), музичкој драми Ранавејси (2010) и акционом филму Снежана и ловац (2012).
Године 2014. наступила је у драмама независне продукције Камп Икс-реј, И даље Алис и Облаци Силс Марије које су наишле на позитивне реакције критичара. Последњи филм донео јој је награду Цезар за најбољу глумицу у споредној улози, чиме је постала прва америчка глумица која је освојила ово признање.

## Филмографија
| Улоге Кристен Стјуарт |                                   |               |                           | |
| Година                | Српски назив                      | Изворни назив | Улога                     | Напомена |
| 2001.                 | Сигурне ствари                    |               | Сам Џенингс               | |
| 2002.                 | Соба панике                       |               | Сара Олтман               | |
| 2003.                 | Замак Колд Крик                   |               | Кристен Тилсон            | |
| 2004.                 | Причај                            |               | Мелинда Сордино           | |
| 2004.                 | Мисија без дозволе                |               | Мади                      | |
| 2004.                 | Злочин у дивљини                  |               | Лајла                     | |
| 2005.                 | Гневни људи                       |               | Маја Озборн               | |
| 2005.                 | Затура: Свемирска авантура        |               | Лиса                      | |
| 2007.                 | Гласници                          |               | Џес Соломон               | |
| 2007.                 | У царству жена                    |               | Луси Хардвик              | |
| 2007.                 | Сладак живот                      |               | Џорџија Камински          | |
| 2007.                 | У дивљину                         |               | Трејси Татро              | номинација - Награда Удружења филмских глумаца за најбољу филмску поставу |
| 2007.                 | Катлас                            |               | млада Робин               | Кратки филм |
| 2008.                 | Скакач                            |               | Софи                      | |
| 2008.                 | Шта се управо догодило?           |               | Зои                       | |
| 2008.                 | Сумрак                            |               | Бела Свон                 | МТВ филмска награда за најбољу улогу МТВ филмска награда за најбољи пољубац (са Робертом Патинсоном) |
| 2009.                 | Земља авантуре                    |               | Емили                     | |
| 2009.                 | Сумрак сага: Млад месец           |               | Бела Свон                 | МТВ филмска награда за најбољу улогу МТВ филмска награда за најбољи пољубац (са Робертом Патинсоном) |
| 2010.                 | Добродошли код Рајлијевих         |               | Елисон/Мелори             | |
| 2010.                 | Жута марамица                     |               | Мартин                    | |
| 2010.                 | Ранавејси                         |               | Џоан Џет                  | |
| 2010.                 | Сумрак сага: Помрачење            |               | Бела Свон                 | МТВ филмска награда за најбољу улогу МТВ филмска награда за најбољи пољубац (са Робертом Патинсоном) |
| 2011.                 | Сумрак сага: Праскозорје – 1. део |               | Бела Свон                 | МТВ филмска награда за најбољи пољубац (са Робертом Патинсоном) |
| 2012.                 | На путу                           |               | Мерилу                    | |
| 2012.                 | Снежана и ловац                   |               | Снежана                   | |
| 2012.                 | Сумрак сага: Праскозорје – 2. део |               | Бела Свон                 | |
| 2014.                 | Камп Икс-реј                      |               | Ејми Кол                  | |
| 2014.                 | Облаци Силс Марије                |               | Валентајн                 | Награда Националног удружења филмских критичара за најбољу глумицу у споредној улози Награда Удружења њујоршких филмских критичара за најбољу глумицу у споредној улози Награда Удружења бостонских филмских критичара за најбољу споредну женску улогу номинација - Награда Удружења интернет филмских критичара за најбољу споредну женску улогу |
| 2014.                 | И даље Алис                       |               | Лидија Холанд             | |
| 2015.                 | Америчка ултра                    |               | Фиби                      | |
| 2015.                 | Једнаки                           |               | Нија                      | |
| 2015.                 | Анестезија                        |               | Софи                      | |
| 2016.                 | Дуга шетња Билија Лина            |               | Кетрин Лин                | |
| 2016.                 | Одређена жена                     |               | Бет Тревис                | |
| 2016.                 | Кафе за високо друштво            |               | Тереза                    | |
| 2016.                 | Лични асистент                    |               | Морин                     | |
| 2019.                 | Чарлијеви анђели                  |               | Сабина Вилсон             | |
| 2020.                 | Најсрећније доба године           |               | Аби                       | |
| 2021.                 | Спенсер                           |               | Дајана, принцеза од Велса | |